# Diócesis de Mar del Plata
La diócesis de Mar del Plata (en latín: Dioecesis Maris Platensis) es una circunscripción eclesiástica de la Iglesia católica en Argentina. Se trata de una diócesis latina, sufragánea de la arquidiócesis de La Plata. El 13 de diciembre de 2023, el papa Francisco  nombró a Mons. Gustavo Manuel Larrazábal CMF obispo diocesano de Mar del Plata, hasta entonces obispo auxiliar de la Arquidiócesis de San Juan de Cuyo.

## Territorio y organización

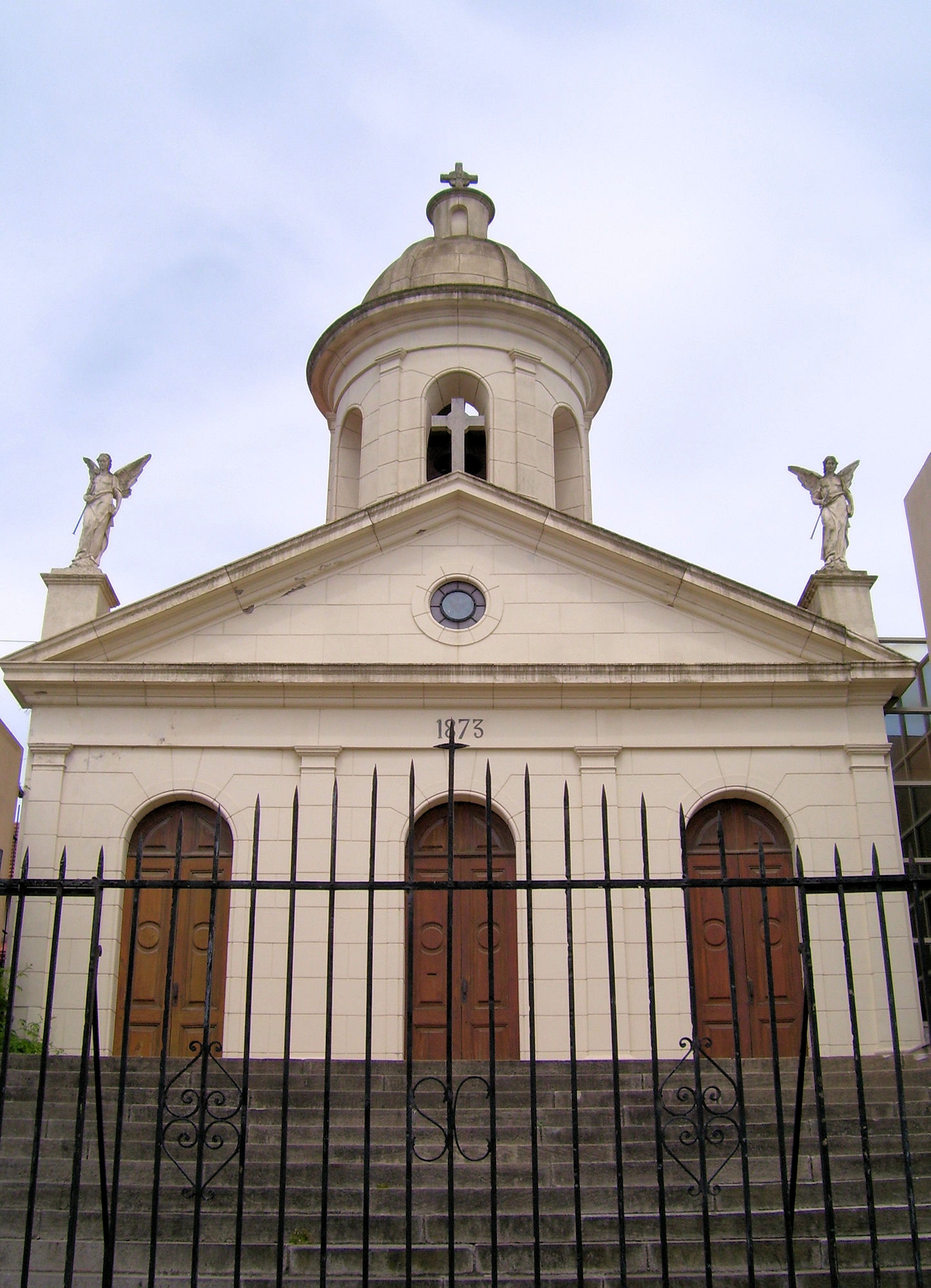
Capilla de Santa Cecilia, en Mar del Plata

La diócesis tiene 22 850 km² y extiende su jurisdicción sobre los fieles católicos de rito latino residentes en la provincia de Buenos Aires en los partidos de: Balcarce, General Alvarado, General Madariaga, General Pueyrredón, Lobería, Mar Chiquita, Necochea, Pinamar y Villa Gesell.
La sede de la diócesis se encuentra en la ciudad de Mar del Plata, en donde se halla la Catedral basílica de los Santos Pedro y Cecilia.
En 2021 en la diócesis existían 49 parroquias agrupadas en 7 vicarías zonales.
Zona pastoral 1
- Catedral de los Santos Pedro y Cecilia en Mar del Plata
- Asunción de la Santísima Virgen en Mar del Plata
- Nuestra Señora de Fátima en Mar del Plata
- Nuestra Señora del Carmen en Mar del Plata
- San Pío X en Mar del Plata
- San Andrés Apóstol en Miramar
- San Clara de Asís en Santa Clara del Mar
- San Pío de Pietrelcina en Mar del Plata

Zona pastoral 2
- Movimiento Cenáculo Vivo en Mar del Plata
- Cristo Rey en Mar del Plata
- La Medalla Milagrosa en Mar del Plata
- Nuestra Señora del Rosario de Nueva Pompeya en Mar del Plata
- San Cayetano en Mar del Plata
- San Francisco de Asís en Mar del Plata
- San Marcos en Mar del Plata
- San Pablo en Mar del Plata
- Santa Ana en Mar del Plata
- Santa Rosa de Lima en Mar del Plata
- Nuestra Señora del Pilar en Sierra de los Padres

Zona pastoral 3
- Cristo Resucitado en Mar del Plata
- Jesús Obrero en Mar del Plata
- Sagrada Familia en Mar del Plata
- San Antonio de Padua en Mar del Plata
- San Benedetto Mártir y Jesús Niño en Mar del Plata
- San Carlos Borromeo en Mar del Plata

Zona pastoral 4
- Sagrado Corazón de Jesús en Juan Nepomuceno Fernández
- Nuestra Señora de Luján en La Dulce
- Nuestra Señora del Carmen en Lobería
- La Medalla Milagrosa en Necochea
- Nuestra Señora de Lourdes en Necochea
- Nuestra Señora del Rosario de Nueva Pompeya en Necochea
- Santa María del Carmen en Necochea
- Santa Teresita del Niño Jesús en Necochea
- Nuestra Señora de las Mercedes en Quequén

Zona pastoral 5
- San José de Balcarce en Balcarce
- Santa María en Balcarce
- Inmaculada Concepción en Coronel Vidal
- Inmaculada Concepción en General Pirán
- Sagrada Familia en San Agustín
- Nuestra Señora de Fátima en San Manuel
- Nuestra Señora de Luján en Vivoratá

Zona pastoral 6
- Sagrado Corazón de Jesús en General Madariaga
- Nuestra Señora de la Paz en Pinamar
- Inmaculada Concepción en Villa Gesell

Zona pastoral 7
- Nuestra Señora del Huerto en Mar del Plata
- Sagrado Corazón de Jesús en Mar del Plata
- San José en Mar del Plata
- San Juan Bautista y Nuestra Señora del Rosario en Mar del Plata
- Santa Rita de Casia en Mar del Plata
- Nuestra Señora de Luján en Batán
- Santa Teresita del Niño Jesús en Comandante Nicanor Otamendi

## Historia
La diócesis fue erigida el 11 de febrero de 1957 con la bula Quandoquidem adoranda del papa Pío XII, tomando el territorio de la diócesis de Bahía Blanca (hoy arquidiócesis de Bahía Blanca) y de la arquidiócesis de La Plata. El primer obispo de la diócesis fue Enrique Rau quien fue elegido el 13 de marzo y tomó posesión el 22 de julio de 1957.
El 27 de marzo de 1980 cedió una parte de su territorio para la erección de la diócesis de Chascomús mediante la bula Universum Dominicum gregem del papa Juan Pablo II.

## Estadísticas
Según el Anuario Pontificio 2022 la diócesis tenía a fines de 2021 un total de 774 100 fieles bautizados.
| Año                                                                             | Población            | Población | Población      | Sacerdotes | Sacerdotes    | Sacerdotes    | Bautizados por sacerdote | Diáconos permanentes | Religiosos | Religiosos | Parroquias |
| Año                                                                             | Bautizados católicos | Total     | % de católicos | Total      | Clero secular | Clero regular | Bautizados por sacerdote | Diáconos permanentes | Varones    | Mujeres    | Parroquias |
| ------------------------------------------------------------------------------- | -------------------- | --------- | -------------- | ---------- | ------------- | ------------- | ------------------------ | -------------------- | ---------- | ---------- | ---------- |
| 1966                                                                            | 500 000              | 550 000   | 90.9           | 117        | 51            | 66            | 4273                     |                      | 82         | 278        | 32         |
| 1970                                                                            | 610 094              | 652 894   | 93.4           | 109        | 49            | 60            | 5597                     |                      | 82         | 280        | 44         |
| 1976                                                                            | 529 800              | 600 000   | 88.3           | 101        | 57            | 44            | 5245                     |                      | 66         | 216        | 42         |
| 1980                                                                            | 584 000              | 661 000   | 88.4           | 81         | 43            | 38            | 7209                     |                      | 57         | 203        | 40         |
| 1990                                                                            | 613 000              | 765 000   | 80.1           | 81         | 44            | 37            | 7567                     | 3                    | 44         | 183        | 52         |
| 1999                                                                            | 678 000              | 769 000   | 88.2           | 97         | 56            | 41            | 6989                     | 5                    | 46         | 164        | 48         |
| 2000                                                                            | 635 000              | 775 000   | 81.9           | 97         | 55            | 42            | 6546                     | 4                    | 47         | 161        | 48         |
| 2001                                                                            | 599 000              | 732 000   | 81.8           | 89         | 49            | 40            | 6730                     | 4                    | 45         | 163        | 52         |
| 2002                                                                            | 593 000              | 732 000   | 81.0           | 86         | 49            | 37            | 6895                     | 5                    | 42         | 136        | 54         |
| 2003                                                                            | 593 000              | 732 000   | 81.0           | 88         | 51            | 37            | 6738                     | 5                    | 42         | 136        | 55         |
| 2004                                                                            | 662 186              | 827 732   | 80.0           | 87         | 50            | 37            | 7611                     | 6                    | 43         | 151        | 50         |
| 2013                                                                            | 716 000              | 893 000   | 80.2           | 81         | 57            | 24            | 8839                     | 9                    | 27         | 107        | 51         |
| 2016                                                                            | 737 972              | 972 107   | 75.9           | 86         | 68            | 18            | 8581                     | 11                   | 23         | 101        | 51         |
| 2019                                                                            | 759 660              | 999 000   | 76.0           | 78         | 60            | 18            | 9739                     | 8                    | 21         | 107        | 51         |
| 2021                                                                            | 774 100              | 1 018 000 | 76.0           | 72         | 51            | 21            | 10 751                   | 10                   | 25         | 92         | 49         |
| Fuente: Catholic-Hierarchy, que a su vez toma los datos del Anuario Pontificio. |                      |           |                |            |               |               |                          |                      |            |            |            |

| Año  | Iglesias y capillas | Santuarios | Monasterios femeninos | Casa de religiosos | Casa de religiosas | Centros Educativos | Misiones |
| 2015 | 130                 | 2          | 1                     | 11                 | 22                 | 564                |          |
| 2016 |                     |            |                       |                    |                    |                    |          |
| 2018 |                     |            |                       |                    |                    |                    | 130      |

## Episcopologio
| Foto | Escudo | Nombre del titular          | Período                                                  | Fin del cargo (razón)                                                              |
|      |        | Enrique Rau †               | 13 de marzo de 1957-11 de agosto de 1971                 | Falleció                                                                           |
|      |        | Eduardo Francisco Pironio † | 19 de abril de 1972-20 de septiembre de 1975             | Nombrado proprefecto de la Congregación para los Religiosos e Institutos Seculares |
|      |        | Rómulo García †             | 19 de enero de 1976-31 de mayo de 1991                   | Nombrado arzobispo de Bahía Blanca                                                 |
|      |        | José María Arancedo         | 19 de noviembre de 1991-13 de febrero de 2003            | Nombrado arzobispo de Santa Fe de la Vera Cruz                                     |
|      |        | Juan Alberto Puiggari       | 7 de junio de 2003-4 de noviembre de 2010                | Nombrado arzobispo de Paraná                                                       |
|      |        | Antonio Marino              | 6 de abril de 2011-18 de julio de 2017                   | Retirado                                                                           |
|      |        | Gabriel Antonio Mestre      | Desde el 18 de julio de 2017-28 de julio de 2023         | Nombrado arzobispo de La Plata                                                     |
|      |        | José María Baliña           | Desde el 21 de noviembre de 2023-13 de diciembre de 2023 | Renuncia                                                                           |